# Berrit Kvorning
Sidse Berrit Kvorning (født 14. september 1949, død 11. juli 2019) var en dansk skuespillerinde. Hun var uddannet fra Statens Teaterskole i 1974 og har gennem årene spillet på en række teatre.
Kvorning medvirkede blandt andet i tv-serierne Huset på Christianshavn, Ugeavisen, TAXA, Hotellet, Rejseholdet og Krøniken. Hun har også indspillet enkelte film af hvilke kan nævnes Piger i trøjen 2 (1976), Alt på et bræt (1977), Vinterbørn (1978), Jydekompagniet 3 (1989), Den eneste ene (1999) og Anja og Viktor - Kærlighed ved første hik 2 (2001).

## Karriere
Berrit Kvorning debuterede i 1974 på Aalborg Teater i Goldonis Pigerne fra Chiozza og i 1975 på TV i Panduros Bertram og Lisa. Fra 1978 medvirkede hun desuden i revy og kabaret og markerede sig i diverse genrer med stærkt nærvær i såvel store som i mindre roller. Hun fik sit gennembrud som Abigail i Heksejagt på Gladsaxe Teater (1977). Derefter arbejdede hun freelance i København, bl.a. i Autumn and Winter på CaféTeatret (1989) og i titelrollerne i Marquise de Sade på Aveny Teateret (1989) og i Staffan Valdemar Holms moderne version af Strindbergs Frøken Julie på Park Teatret (1992). Berrit Kvorning viste på Nørrebro Teater sit talent for komedien som Musen Polyhymnia i musicalen Mød mig på Cassiopeia (1979) og for farcen i Michael Frayns Koks i kulissen (2000). Hun fandt ind i det voksne rollefag som Grevinde Rosina i Mogens Pedersens åbningsforestilling Figaros bryllup på Aalborg Teater (1985). I 1999 spillede hun Forstanderinden på Teater Grob i forestillingen af samme navn og endnu en dyster eksistens på Husets Teater (2000) i Erling Jepsens Kuren.
Sansen for lystspillet kom igen til syne på Det Kongelige Teater (2002) i Yasmina Rezas Liv x 3 og i 2003 i Staffan Valdemar Holms opsætning af Schillers Kabale og kærlighed. Berrit Kvorning optrådte desuden på TV i 3 søstre, Ludvigsbakke, After Magritte – og i populære serier fra Huset på Christianhavn til Rejseholdet. I 1991 skabte hun i samarbejde med Piv Bernth og Britt Bendixen sang- og danseforestillingen Kys og Kaos på Bådteateret, og i 1997 stod hun sammen med Tove Hyldgaard og Henrik Krogsgaard til søs på Cafe Liva i mini musicalen Skønne Skår. Berrit Kvorning har også været med i DR P1's storhedstid som scene for radioteater og lyrik, både som skuespiller og som producent af egne udsendelser – herunder 4 omgange Kvart i ni. 

## Udvalgt filmografi
- Piger i trøjen 2 (1976)
- Alt på et bræt (1977)
- Vinterbørn (1978)
- Jydekompagniet 3 (1989)
- Den eneste ene (1999)
- Anja og Viktor - Kærlighed ved første hik 2 (2001)

### Tv-serier
- Huset på Christianshavn (afsnittet Meyers far; 1975)
- Ugeavisen
- TAXA
- Hotellet
- Rejseholdet
- Krøniken